# バイダル

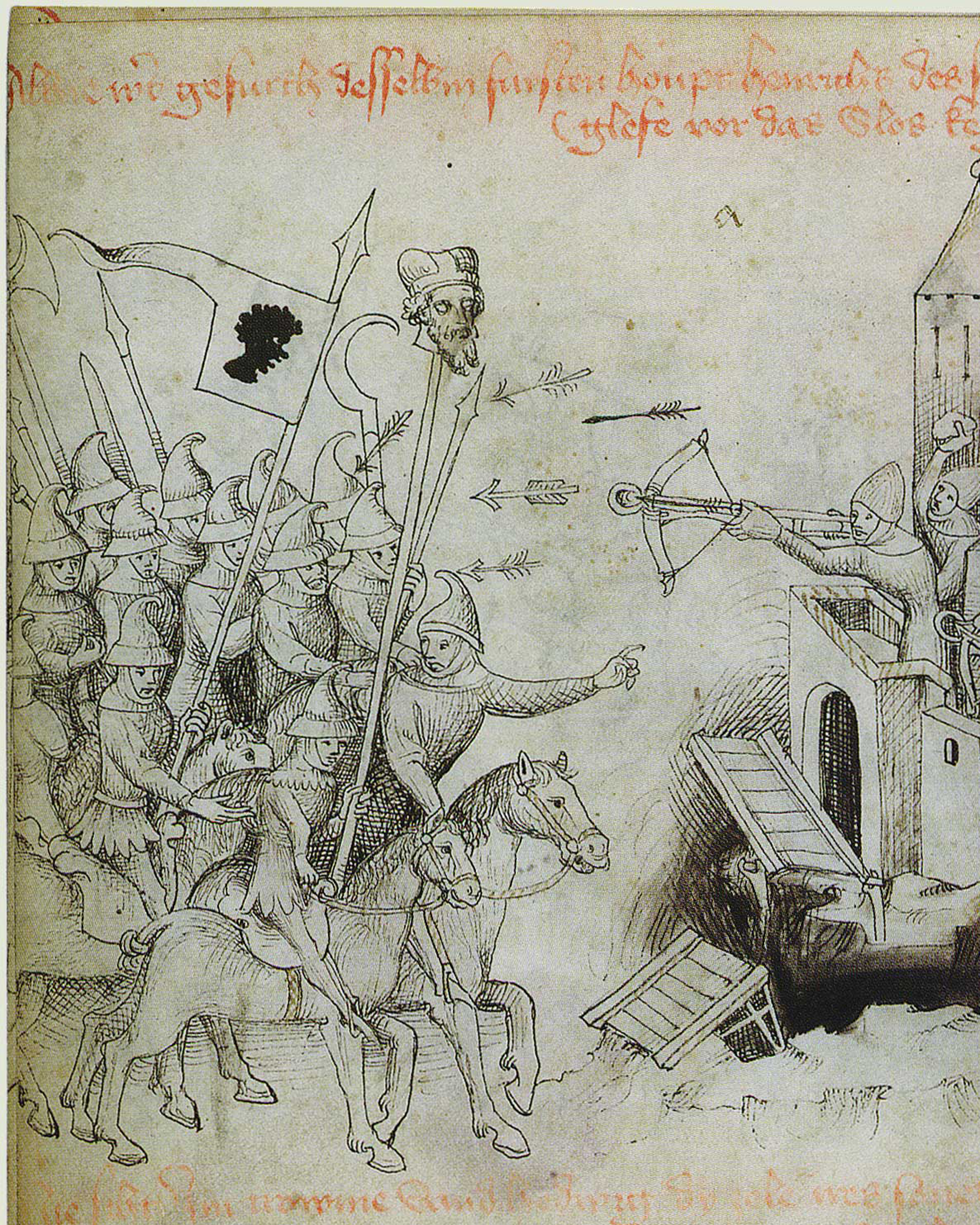
ヴロツワフの城兵にポーランド王・ヘンリク2世の生首を見せつけるバイダル指揮下のモンゴル軍

バイダル（Baidar、生没年不詳）は、チンギス・カンの息子チャガタイの第6子で、モンゴル帝国の皇族。
『集史』などのペルシア語史料ではبايدار Bāīdār と表記されるが、『元史』には該当する人名は記されていない。しかし、バイダルの末裔であるノム・ダシュが建立した「重修文殊寺碑」には拝合里（「合」は答か荅の誤り）と漢字表記されている。また、『新元史』などの後世の編纂物では貝達爾、拝達児とも表記される。
子にチャガタイ・ウルス(チャガタイ・ハン国)の第5代当主アルグがいる。

## 生涯
バイダルは1235年から1241年にかけてのモンゴル帝国によるヨーロッパ征服事業にチャガタイ家を代表して甥のブリと共に参加した。この遠征はモンゴルでは「長子征西(The elder boys campaign)」と呼ばれている。）
ルーシ征服を終えたモンゴル軍はキプチャク人の逃げ込んだハンガリー王国を主たる攻略目標とし本隊を差し向けた一方、ハンガリー遠征に北方から邪魔が入らないようにバイダル率いる分遣隊をポーランドに派遣した。バイダルとともに指揮を執ったのはカダンや、おそらくオルダである（詳細はモンゴルのポーランド侵攻を参照）。征服事業に於いて、バイダルは大勢のポーランド人、ロシア人、ドイツ人そしてモラヴィア人を打ち負かした。
1241年2月13日、バイダルの軍は凍結したヴィスワ川を渡った。モンゴル軍はサンドミエシュを陥落せしめ略奪を働いた。
バイダル率いるモンゴル軍はさらに西へ向かい、3月18日にはボレスワフ5世のポーランド軍に遭遇、フミェルニクの戦いが行われた。（ただしこのときボレスワフ5世自身は合戦には参加しなかった。）ポーランド軍は大敗し、ボレスワフ5世は敗残兵とともにモラヴィアへ潰走した。
3月22日にバイダル軍はクラクフの入口に至ったが、既に住民の大半は町を逃げ出していた。聖枝祭の日にバイダル軍はクラクフに火を放ち、まだ町に残っていた住民を捕まえて数多くの捕虜を得た。
バイダルとオルダの軍は更に西進、オポーレの東部でミェチスワフ公爵の軍に出会い、これ撤退させた。
ラチブシュの町の近郊で、モンゴル軍はオーデル川を渡った。ラチブシュの住民らは自ら町を焼いて逃げた。
バイダルの軍は、次にヴロツワフの町を陥落させたものの、ヴロツワフ砦は降伏しなかった。モンゴル軍は、砦への最初の攻撃が不首尾に終わると、砦攻めに時間を費やすのをやめた。モンゴル軍は砦を迂回して、西へ向かうことにした。
ポーランド・チェコ・テンプル騎士団の連合軍をレグニツァで破った後（レグニツァの戦い）、モンゴル軍はオポーレとクウォツコの間にあるオトムフフで2週間に渡って野営した。
1241年5月上旬にバイダル軍はモラヴィアに侵入した。バイダル軍は進撃を続け、バトゥ率いる主力軍とハンガリーで合流した。ボヘミア（現在のチェコ共和国に相当）は脅かされなかったが、モラヴィアは大変な脅威に耐えなければいけなかった。ポーランド・シレジア・モラヴィアでは、そのほとんどが破壊された。
1247年にオゴデイの次代のカアンを決めるクリルタイが開かれた際、バイダルは甥のカラ・フレグとブリ、イェスン・ドゥア、兄のイェス・モンケとともに出席してグユクのカアン即位を承認した。これ以後のバイダルに関する記述はなく、この後間もなく亡くなったものと見られる。

## 子孫
本来バイダルの家系は嫡流たるモエトゥケン家に比べれば非主流の家系であったが、バイダルの息子アルグがチャガタイ・ウルス当主に即いたことで有力家系の一つに成り上がった。アルグの息子達（カバン、チュベイ）はカイドゥとの争いに敗れて大元ウルスに逃げ込んだものの、コムル（哈密）を中心としてチュベイ・ウルスを形成した。チュベイ・ウルスは元代を通じて存続し、明朝が興るとこれに降伏し、哈密衛に組織された。
1495年、モグーリスタン・ハン国は哈密衛を「我が祖宗拝荅児主人（バイダル・エジェン）の子孫」と称して同じチャガタイ裔の同族であることを強調し、モグーリスタンへの服属を強要した。これによって15世紀に至るまでバイダルの後裔がコムルを支配していたことが確認される。
- チャガタイ・ハン（Čaγatai,察合台太子／چغتاى خان Chaghatāī khān）
  - バイダル（Baidar,拝荅里／بايدارBāīdār）
    - アルグ（Alγu,阿魯忽大王／الغوĀlghū）
      - カバン（Qaban,合班／قبانQabān）
        - コンチェク（Könčeg,粛王寛徹／کونچکKūnchak）
        - エセン・ブカ（Esen-buqa,Īsān būqā）
        - ノルジ（Norji,نوردغیNūrdghī）

      - チュベイ（Qongqo-temür,豳王出伯／چوبیChūbaī）
      - トク・テムル（Toq-temür,توقتیمورTūq tīmūr）
        - エセン・ブカ（Esen-buqa,ایسن بوقاYīsan Būqā）
        - オグルクチ（Oγruγči,اغروغاچیĀghrūghāchī）